# دوپرتوها
دوپرتوها (نام علمی: Diplobatis) نام یک سرده از خانواده هوشبرماهیان است.

## گونه ها
- پرتوماهی برقی کلمبیا
- Diplobatis guamachensis
- پرتوماهی برقی چشم‌گاوی
- Diplobatis pictus